# Goldener Reiter (standbeeld)

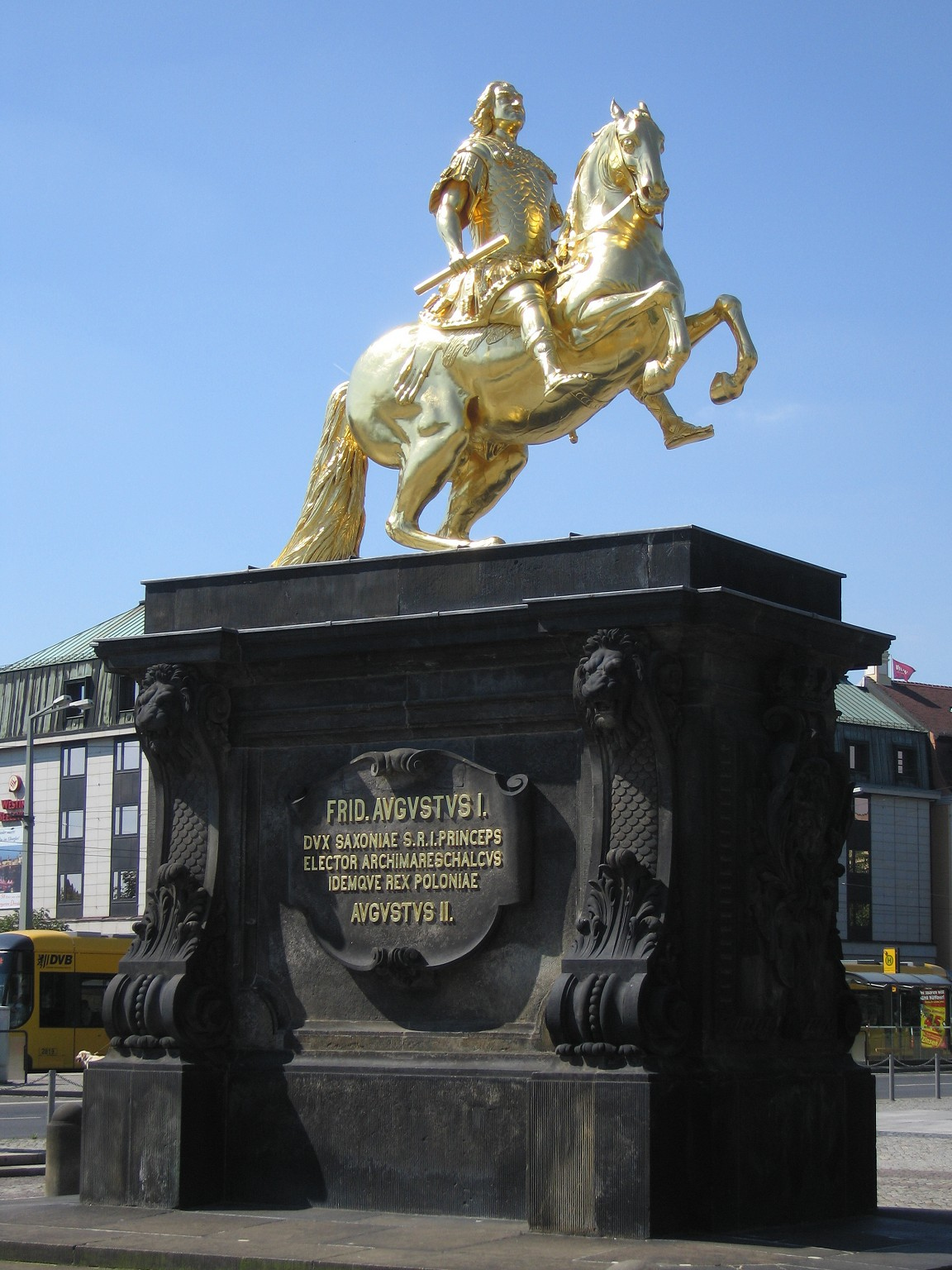
Goldener Reiter

De Goldene Reiter is een ruiterstandbeeld van August de Sterke dat in de Duitse stad Dresden staat, op de Neustädter Markt, vlak bij de Augustusbrug.
De Goldene Reiter is misschien als kunstwerk niet zo interessant, het is toch het bekendste standbeeld in Dresden. Het beeld stelt de keurvorst Frederik August I van Saksen die tegelijkertijd Koning August II van Polen was voor. August zit op een steigerend paard met een Romeins harnas aan en kijkt daarbij de hoofdstraat in, richting Polen.
Hij en zijn zoon Frederik Augustt II waren verantwoordelijk voor het ontstaan van de barokgebouwen en de kunstverzamelingen in Dresden. Onder hun regeringen van 1694 tot 1763 (ook bekend als het Augustijnse tijdperk) groeide Dresden uit tot een van de mooiste Duitse baroksteden en kreeg het de bijnaam Elbflorenz, Florence aan de Elbe.
August de Sterke sneuvelde tijdens een veldtocht in Polen. Zijn hart bevindt zich in de kathedraal te Dresden, in het graf van de familie Wettin. Met het standbeeld werd de keurvorst geëerd omdat hij zich als beschermheer voor de wederopbouw van het in 1685 afgebrande stadsdeel Altendresden (nu Neustadt) inzette.

## Beeldhouwer

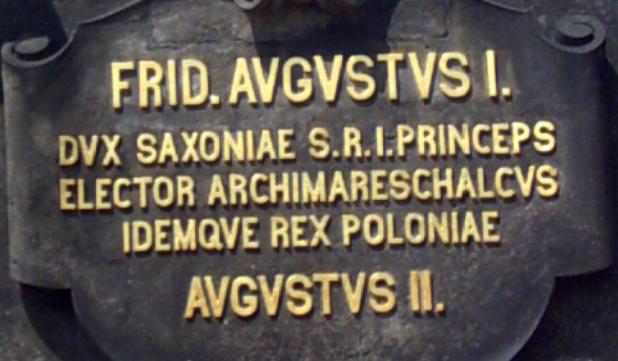
Tekst op de sokkel

Het model van het monument stamt vermoedelijk van hofbeeldhouwer Jean Joseph Vinanche (1696–1754) af. De uit Augsburg stammende smid Ludwig Wiedemann (1690–1754) goot het standbeeld in het jaar 1733 in zijn werkplaats in Dresden-Friedrichstadt in koper. De sokkel werd pas in 1884 door Konstantin Lipsius gebouwd. De tekst op de sokkel luidt:
FRID. AUGUSTUS I.
DUX SAXONIAE S.R.I. PRINCEPS
ELECTOR ARCHIMARESCHALCUS
IDEMQUE REX POLONIAE".
AUGUSTUS II.

## Locatie
In 1944 werd het standbeeld gedemonteerd en opgeslagen in een grot in Pillnitz. Hieraan is het te danken dat het standbeeld tijdens het bombardement op Dresden in de nacht van 13 op 14 februari 1945 geen schade opliep. Toen de stad Dresden in 1956 750 jaar bestond, kwam het standbeeld weer terug op zijn oude plaats, de Neustädter Markt. In 1965 werd het opnieuw verguld.